# Guerlinguetus brasiliensis
Guerlinguetus brasiliensis, popularmente conhecido como caxinguelê, quatipuru-pequeno, esquilo, serelepe e quati-coco (regionalismo de Santa Catarina), é um mamífero roedor da família dos esquilos ou ciurídeos (Sciuridae), endêmica da América do Sul, com ocorrências no Brasil e Argentina. Possui três subespécies reconhecidas. É uma espécie arborícola de hábitos diurnos. Sua alimentação é granívora, frugívora e insetívora. É classificada como uma espécie pouco preocupante em decorrência de sua ampla distribuição e abundância nos habitats onde está presente.

## Etimologia
O nome popular caxinguelê tem origem controversa. Antenor Nascentes propôs que deriva do quimbundo kaxinjiang'elê, "rato de palmeira". Renato Mendonça menciona a origem etimológica proposta por M. Soares, segundo a qual o termo deriva do quimbundo ka- (prefixo diminutivo) + jingulu (plural de ngulu, "porco"), com possível influência de línguas indígenas. Já Nei Lopes também parte do quimbundo, mas sugere um cruzamento entre kaxijiangêle, usado como designação popular para roedores ciurídeos, e xinguilé, que designa uma dança na qual a mulher que acabou de dar à luz, acreditando-se possuída por algum calundu, executa saltos e movimentos vertiginosos - o que, segundo o autor, faz alusão direta ao comportamento agitado e saltitante do animal. Por sua vez, Castro cita o termo do quicongo kinsengele. Registros históricos da palavra incluem formas como caxinglê (1817 e 1853), quexinguelê (1853), caxinglé (1877), caxiangulê (1881) e caxinguelê (1899).
Segundo Antenor Nascentes, o termo tem origem no tupi akutipu'ru, com o sentido de "cutia enfeitada", o que poderia levar à interpretação de quatipuru como variante de acutipuru. No entanto, o Dicionário Houaiss não relaciona a forma quati- às variantes de cutia (derivado do tupi akuti), mas sim como uma variação de cuati (do tupi kwa'ti, "raposa"). Já o BrTup afirma que "acuti-puru, em nheengatu, pode traduzir-se literalmente por 'cutia enfeitada' e nada mais é do que o nome tupi para o esquilo, também chamado cuatipuru, por corruptela". O registro histórico mais antigo da palavra, com o sentido de "mesmo que caxinguelê", data de 1928, com a forma quatipurú.
Esquilo tem origem duvidosa. A tradição aponta para o grego skíouros, -ou (σκίουρος, -ου) com o sentido de "esquilo", literalmente "aquele que faz sombra com a cauda", possivelmente transmitido por uma forma intermediária squirus. Segundo José Pedro Machado, todos os vocábulos românicos aparentados com esse étimo apresentam grande variedade de sufixos, e muitos deles sugerem a existência de uma raiz mais antiga, como skir- ou skil-. O registro histórico mais antigo em português data de antes de 1538, com a forma esquio.
A origem de serelepe é controversa. Para Antenor Nascentes e Antônio Geraldo da Cunha, trata-se provavelmente de um vocábulo de formação expressiva. Nei Lopes, por sua vez, sugere origem no quicongo sele, com o sentido de "uma espécie de rato". O registro histórico mais antigo conhecido data de 1889, com a forma sêrêlêpe. Quati deriva do tupi kwa'ti, com o sentido de "espécie de mamífero carnívoro", conforme citado por José Pedro Machado, com significado literal de "nariz pontudo". O missionário e explorador francês André Thevet registrou a palavra coati já em 1557, em uma obra publicada em francês. Na Argentina, a espécie é ainda referida localmente pelos nomes esquilo-cinza (em castelhano: ardilla gris) e esquilo-missionário (ardilla misionera).

## Taxonomia e sistemática
Reconhece-se apenas duas espécies no gênero Guerlinguetus: Guerlinguetus aestuans (S. aestuans) e Guerlinguetus brasiliensis. O nome científico Guerlinguetus brasiliensis é atribuído a Johann Friedrich Gmelin (1788), que o publicou como sinônimo de Sciurus aestuans e atribuído a Georg Marcgraf (1648). René Primevère Lesson (1838) reconheceu a espécie como válida, afirmando que Frédéric Cuvier, no Suplemento de Buffon, Tomo I, havia fornecido o nome; entretanto, nesta obra, F. Cuvier (1831) não utilizou uma designação binomial para o esquilo descrito por Marcgraf. Segundo o Código Internacional de Nomenclatura Zoológica (ICZN 1999: Arts. 11.6.1 e 50.7), a autoria de tal nome deve ser atribuída ao primeiro publicador, mesmo que tenha sido dada como sinônimo júnior. Gmelin (1788) indicou como localidade-tipo "Brasilia et Guiana", mas, conforme argumentado por outros autores para a espécie originalmente relatada por Marcgraf (1648), aqui restringe-se a localidade-tipo para Recife, Pernambuco, Brasil.

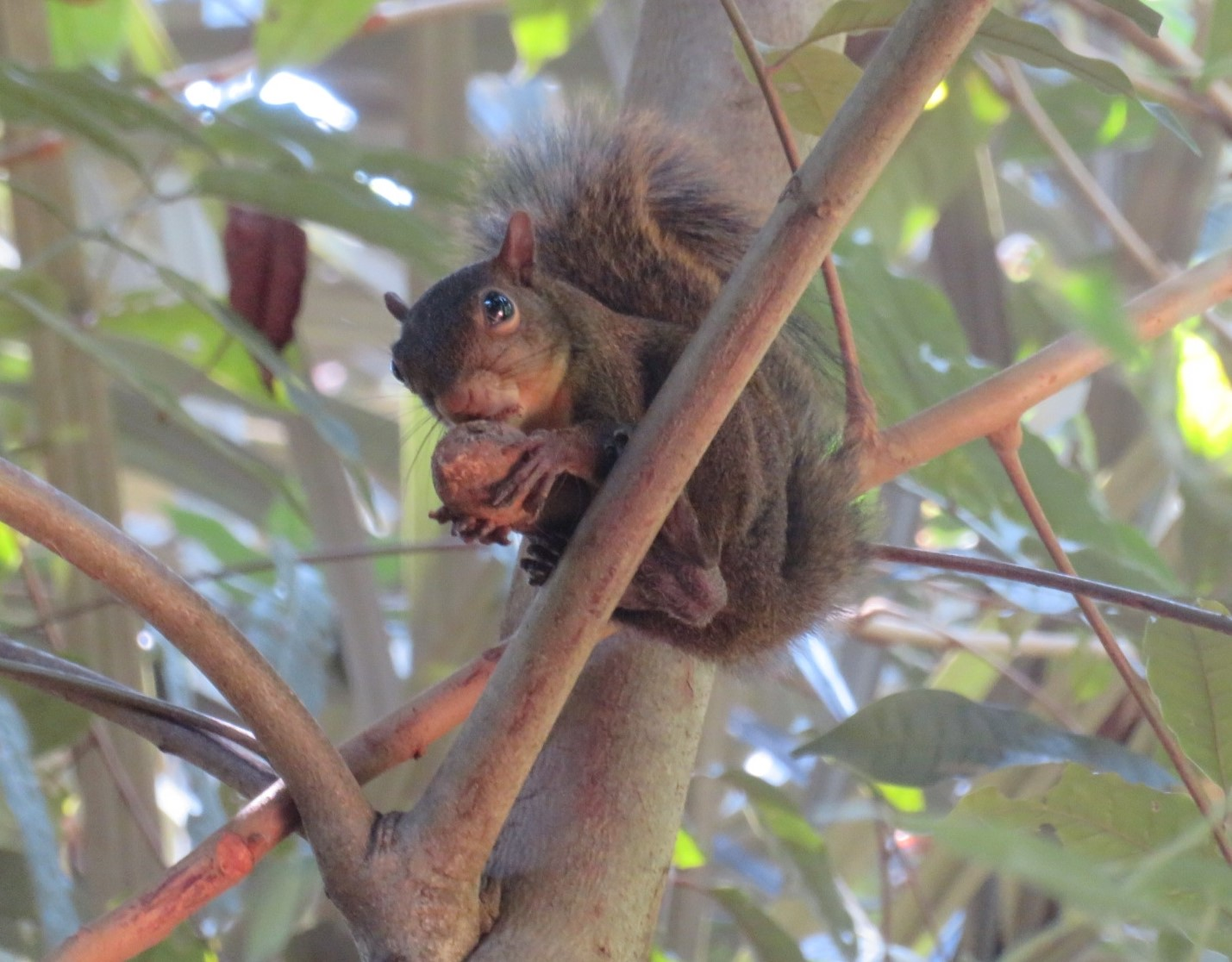
Guerlinguetus aestuans (avistado na Guiana Francesa) a outra espécie reconhecida do gênero Guerlinguetus e intimamente relacionada geneticamente com G. brasiliensis

Guerlinguetus é um gênero de esquilos arborícolas tropicais que ocorre desde o leste da Colômbia, Venezuela e Guianas, estendendo-se pelo bioma Amazônia de terras baixas, passando pela Mata Atlântica do leste e sul do Brasil até o nordeste da Argentina. Não é conhecido em países vizinhos como Paraguai e Bolívia, onde o gênero é substituído pelo morfologicamente muito semelhante Notosciurus. Apesar de ser amplamente distribuído na Amazônia brasileira, Guerlinguetus não é registrado ao sul do rio Solimões, entre os rios Javari e Madeira. Está ausente da maioria das áreas, exceto das florestas galerias amplas na periferia do bioma Cerrado, no centro do Brasil, e em enclaves de florestas mesófilas na Caatinga do leste brasileiro.
As espécies de Guerlinguetus, assim como todos os esquilos sul-americanos, são exclusivas de ambientes florestais. O gênero apresenta distribuição majoritariamente parapátrica com Notosciurus, exceto na região geral do rio Maranhão, no Peru. Guerlinguetus é facilmente distinguível dos demais esquilos sul-americanos pelo seu tamanho: maior que Microsciurus, Sciurillus e Syntheosciurus, mas menor que Hadrosciurus e Simosciurus. Comparado a Notosciurus, que possui tamanho similar, Guerlinguetus é único pela presença de quatro pares de mamas em vez de três e, tipicamente, pela ausência de uma mancha pós-auricular diferencialmente colorida. Cranialmente, o gênero distingue-se pela fossa orbitotemporal igualmente dividida por um processo pós-orbital bem desenvolvido, e pelo segundo molar superior que apresenta duas cristas paralelas bucolinguais, perpendiculares ao eixo ântero-posterior do crânio.
Guerlinguetus brasiliensis é uma espécie politípica. A subespécie G. b. brasiliensis (Gmelin) ocorre no nordeste do Brasil, abrangendo os estados do Ceará, Rio Grande do Norte, Paraíba, Pernambuco, Alagoas, Sergipe e Bahia. G. b. paraensis (Goeldi & Hagmann) está distribuída na Amazônia oriental brasileira, nos estados do Pará, sul do rio Amazonas, desde a bacia do rio Xingu até o leste do Maranhão, Tocantins, Piauí e leste de Mato Grosso. Por sua vez, G. b. ingrami (Thomas) é encontrada na faixa costeira do Brasil, desde o Espírito Santo até o Rio Grande do Sul, estendendo-se também até a província de Missões, na Argentina.[a] Abreu-Jr et al. (2020) a partir de análises de genoma mitocondrial identificaram quatro linhagens genéticas dentro do complexo Guerlinguetus: três que correspondem a G. aestuans e uma de G. brasiliensis.

## Descrição
Os indivíduos de Guerlinguetus brasiliensis apresentam peso médio de 193 gramas, com o dorso uniformemente castanho ou castanho-oliváceo. A coloração ventral é altamente variável. Possuem cauda volumosa, com comprimento igual ou superior ao do corpo, e orelhas grandes, que se projetam além do perfil da cabeça. Na subespécie nominal a coloração ventral é geralmente branca na garganta, no peito, na barriga e nas partes internas das patas dianteiras e traseiras, enquanto a cauda apresenta tonalidade grisalha. Ao sul da ocorrência da nominal, no estado do Espírito Santo, surgem formas intermediárias entre a subespécie nominotípica e G. b. ingrami. Esses espécimes exibem menor extensão de áreas ventrais brancas, com predomínio de coloração amarelada, mas mantêm a cauda grisalha. Mais ao sul e a oeste do Espírito Santo, os indivíduos apresentam branco restrito à garganta e ao peito, por vezes também nas regiões posterior e inguinal do ventre. A cauda, diferentemente, nunca é grisalha, sendo pontilhada de tons laranja ou vermelho. A terceira subespécie, G. b. paraensis, assemelha-se a G. b. ingrami, porém possui menor quantidade de cinza na região ventral, pelagem aparentemente mais curta e um porte ligeiramente menor.

## Distribuição e habitat

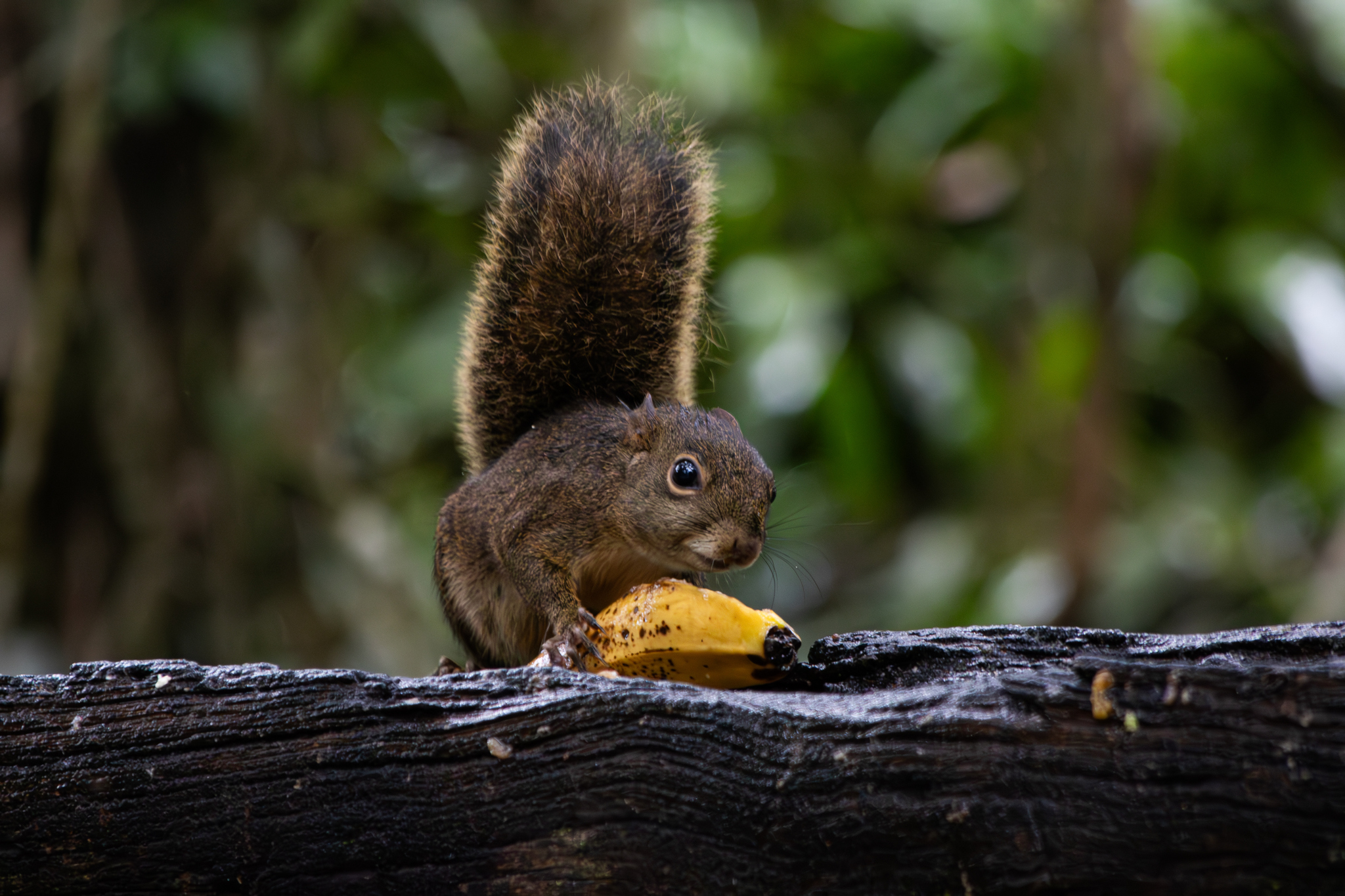
G. b. ingrami avistado se alimentando no Balneário Garça Vermelha, em Peruíbe, em São Paulo

Guerlinguetus brasiliensis ocorre na Amazônia brasileira a leste dos rios Iriri e Xingu e ao sul da região do baixo Amazonas, abrangendo os estados do Pará, Maranhão, Tocantins e Mato Grosso. Além disso, estende sua distribuição por toda a região nordeste e sudeste do Brasil, desde o Ceará até o Rio Grande do Sul, alcançando também a província de Missões, na Argentina. A espécie aparentemente habita duas áreas geograficamente separadas: uma corresponde à subespécie amazônica G. b. paraensis, e a outra compreende as subespécies G. b. brasiliensis e G. b. ingrami, que ocorrem de forma contínua desde o nordeste até o sul do Brasil e na Argentina. Em termos hidrográficos, está presente nas sub-bacias do Araguaia, do Contas, do Doce, do Grande, do Guaíba, do Gurupi, do Iguaçu, do Jequitinhonha, do litoral da Bahia, Espírito Santo, Rio de Janeiro, São Paulo, Paraná e Santa Catarina, do Paranapanema, do Paraná RH1, do Paraíba do Sul, do Alto Parnaíba, do Alto São Francisco, do Tietê, do Baixo Tocantins, do Alto Uruguai e do Xingu.
Embora a distribuição de Guerlinguetus brasiliensis sugira que essa espécie habite diversos biomas do leste da América do Sul - desde a Amazônia até o Cerrado central brasileiro, as florestas secas do Nordeste (Caatinga) e a Mata Atlântica - acredita-se que esteja restrita a ambientes florestais, não ocorrendo em comunidades de vegetação aberta. Nas florestas Amazônica e Atlântica, a espécie é comum e bem representada em coleções científicas. Já no Cerrado e na Caatinga, é considerada rara, estando limitada a matas de galeria marginais e bolsões isolados de vegetação mésica, respectivamente. Como outros esquilos arborícolas, é especialista em habitat arbóreo, sendo tipicamente capturado ou observado a alturas entre cinco e 12 metros na camada intermediária da floresta. No entanto, demonstra tolerância a alterações ambientais, podendo ser encontrada também em áreas urbanas.

## Ecologia

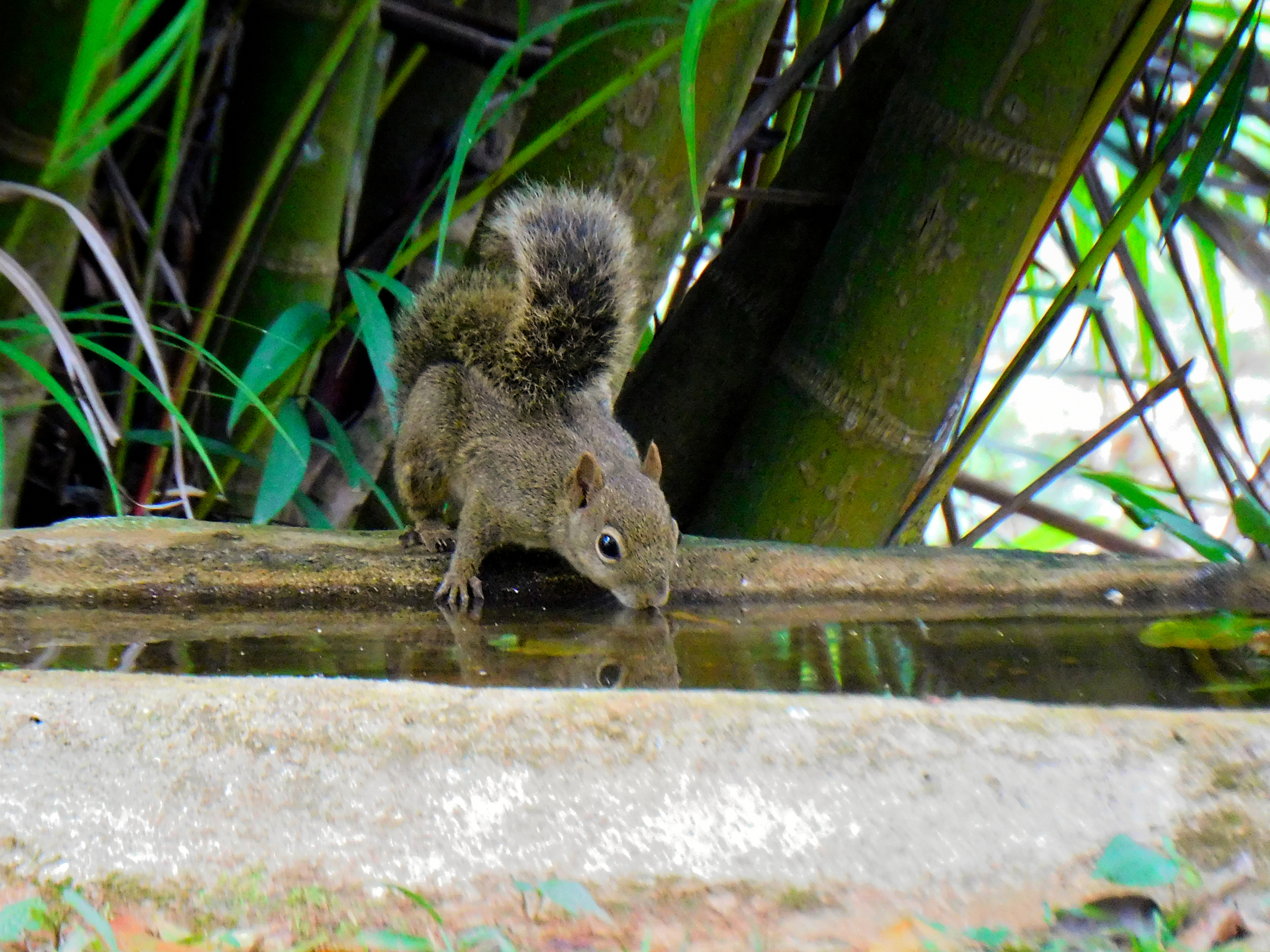
G. b. ingrami avistado se hidratando na Base Ecológica da Serra do Japi, em Jundiaí, em São Paulo

Guerlinguetus apresenta dois picos em seu padrão de atividade diurna, um nas primeiras horas da manhã e outro no final da tarde. Constrói ninhos elaborados com musgo, galhos, folhas e fibras vegetais - a parte externa do ninho é feita de diversos materiais, enquanto a interna é composta exclusivamente por fibras. A circunferência média dos ninhos é de aproximadamente 56 centímetros, e estes geralmente ficam posicionados na parte média da copa das árvores. Os indivíduos utilizam rotas fixas entre os ninhos e as fontes de alimento, marcando seus territórios com urina e por meio de esfregamento da cabeça no substrato. Um estudo realizado no sul do Brasil, numa área de floresta de Araucária e num reflorestamento de Pinus taeda, registrou áreas de vida variando de 2,8 a 6,5 hectares para os machos e de 2,1 a 3,5 hectares para as fêmeas. Sua dieta é bastante variada, incluindo líquens, briófitas, cogumelos, folhas, frutos, insetos e ovos de aves. Em algumas localidades, o coco pode representar até 70% da dieta, evidenciando a importância desse recurso alimentar. Além disso, a espécie consome sementes de plantas exóticas, como o Pinus, o que demonstra sua capacidade de explorar habitats alterados. Diversos estudos apontam o papel de G. brasiliensis como importante dispersor de sementes, especialmente de palmeiras com sementes grandes e endocarpos duros. Também atua na dispersão de sementes de Siparuna guianensis.
Há evidências de que a reprodução de Guerlinguetus brasiliensis está associada ao início da estação chuvosa. No entanto, também existem relatos de fêmeas gestantes capturadas em duas estações distintas, uma no inverno e outra no verão, sendo que os machos tendem a ocupar áreas maiores durante o período de acasalamento no inverno. Num estudo de captura-marcação-e-recaptura realizado ao longo de quatro anos, com 12 campanhas de amostragem no Parque Nacional da Serra da Bocaina, no município de Parati, no Rio de Janeiro, foram utilizados 4 591 baldes-noite (armadilhas de queda) e 18 987 armadilhas-noite, resultando na captura de 28 indivíduos. As estimativas de tamanho populacional variaram de 3,2 ± 2,4 a 51,3 ± 15,0 indivíduos, conforme o melhor ajuste ao modelo POPAN, e de dois a 10 indivíduos com base no método MNKA. As densidades populacionais estimadas oscilaram entre 1,3 indivíduo por quilômetro quadrado (usando os métodos MNKA e Mínimo Polígono Convexo) e 74,3 indivíduos por quilômetro quadrado (com o modelo POPAN e o método "boundary strip"). Outras estimativas, obtidas por meio de transecções lineares, apontaram densidades variando de 9,3 a 44,0 indivíduos por quilômetro quadrado em áreas de Mata Atlântica no Espírito Santo, e de 0,2 a 28,7 indivíduos quilômetro quadrado em 11 localidades do sudeste brasileiro. Numa floresta secundária de araucárias no sul do Brasil, utilizando armadilhas de captura viva ("live-traps"), a densidade populacional foi estimada em 89 indivíduos por quilômetro quadrado.

## Conservação
Em 2018, Guerlinguetus brasiliensis foi classificada como pouco preocupante (LC) no Livro Vermelho da Fauna Brasileira Ameaçada de Extinção do Instituto Chico Mendes de Conservação da Biodiversidade (ICMBio). Não são conhecidas ameaças que comprometam a conservação da espécie, mas sua avaliação diverge regionalmente: em 2010, foi classificada como pouco preocupante (LC) no Livro Vermelho da Fauna Ameaçada no Estado do Paraná; e em 2022, como criticamente em perigo (CR) na Lista Vermelha de Espécies Ameaçadas da Fauna do Ceará. Em sua área de distribuição, a espécie está presente em várias áreas de conservação: 
Floresta Nacional (Flona)
- Floresta Nacional de Carajás
- Floresta Nacional de Chapecó
- Floresta Nacional do Rio Preto
- Floresta Nacional de Três Barras

Monumento Nacional (Mona)
- Monumento Natural dos Pontões Capixabas

Parque Nacional (PARNA)
- Parque Nacional da Serra da Bocaina
- Parque Nacional da Serra dos Órgãos
- Parque Nacional das Sempre-Vivas
- Parque Nacional dos Campos Ferruginosos
- Parque Nacional do Iguaçu

Área de Proteção Ambiental (APA)
- Área de Proteção Ambiental de Campos do Jordão
- Área de Proteção Ambiental da Represa do Bairro da Usina
- Área de Proteção Ambiental da Serra do Mar
- Área de Proteção Ambiental do Sistema Cantareira
- Área de Proteção Ambiental da Bacia do Rio Macacu
- Área de Proteção Ambiental da Baixada Maranhense
- Área de Proteção Ambiental das Reentrâncias Maranhenses
- Área de Proteção Ambiental de Tamoios
- Área de Proteção Ambiental Fernão Dias
- Área de Proteção Ambiental Sul da Região Metropolitana de Belo Horizonte

Reserva Biológica (Rebio)
- Reserva Biológica Estadual das Araucárias
- Reserva Biológica Estadual do Sassafras

Estação Ecológica (ESEC)
- Estação Ecológica Juréia-Itatins

Parque Estadual
- Parque Estadual da Ilha do Cardoso
- Parque Estadual da Ilha Grande
- Parque Estadual da Serra do Mar
- Parque Estadual da Serra do Tabuleiro
- Parque Estadual de Campos do Jordão
- Parque Estadual de Ilhabela
- Parque Estadual Intervales
- Parque Estadual do Rio Preto

Reserva Particular do Patrimônio Natural (RPPN)
- Reserva Particular do Patrimônio Natural Salto Apepique
- Reserva Particular do Patrimônio Natural Caetezal
- Reserva Particular do Patrimônio Natural Rio das Furnas

Terra Indígena (TI)
- Terra Indígena Arara
- Terra Indígena Coroa Vermelha - Gleba C
- Terra Indígena Kayapó